# Lafayette (BART)
Lafayette is een metrostation in de Amerikaanse plaats Lafayette aan de Pittsburg/Bay Point-SFO/Millbrae Line van het BART netwerk.